# Basilio Nieto Barranco
Basilio Nieto Barranco (València, 8 d'agost de 1916 - Arenys de Mar, Maresme, 7 de novembre de 2007), més conegut simplement com a Basilio, va ser un futbolista que jugava com a davanter. Va jugar a la Primera divisió durant els anys 40 per al València CF, CE Castelló, FC Barcelona, RCD Espanyol i CE Sabadell. Famós per la seva facilitat golejadora, el màxim golejador de tot els temps del CE Castelló, amb 122 gols en partits oficials.

## Trajectòria
Abans de la Guerra civil Basilio jugà en els infantils del València CF. En un principi jugava com a porter, fins que la seva capacitat golejadora comença a fer-se notar: arribà a marcar 45 gols en una temporada. Tanmateix, la seva carrera, com la de molts altres jugador va quedar interrompuda per la Guerra. Va anar destinat a Barcelona, Còrdova i, ja amb el conflicte acabat, Castelló. Paral·lelament, durant la temporada 1939/40 va debutar al primer equip del València CF, disputant tan sols dos partits. Després va marxar cedit a l'Olímpic de Xàtiva.
L'estiu de 1940 Pizà va recomanar a Federico Varella, secretari tècnic del club, el seu fitxatge i el d'Arnau. Tots tres havien coincidit a les categories inferiors del club valencianista. Basilio va debutar amb la samarreta albinegra el 29 de setembre de 1940 a Cartagena. Els seus primers gols els patí el RCD Córdoba en la segona jornada. El club terminà primer en el seu grup, però una mala lligueta l'obligà a jugar una promoció d'ascens. El partit decisiu fou jugat a Chamartín el 2 de maig de 1941 amb el Reial Saragossa com a rival. Basilio inaugurà el marcador que assenyalava un 3-2 final favorables als de la Plana Alta. Al llarg d'aquella primera temporada, Basilio va marcar 25 gols en 24 partits.
Durant les tres temporades inicials amb el CE Castelló a Primera, Basilio va jugar a un nivell esplèndid. Va ser el màxim golejador de l'equip tot tres anys i sempre va estar entre els sis màxims golejadors de la competició. La seva mitjana fou de 19 gols per temporada en unes lligues de tan sols 26 jornades. Gràcies a la seva magnífica aportació, els albinegres foren quarts la temporada 1942/43 i cinquens la 1943/44, en el qual han estat les millors actuacions en la Lliga de tota la seva història, juntament amb la temporada.
Les seves destacades actuacions li van valdre el traspàs al Barça per al curs 1944/45, després d'acomiadar-se amb una carta de l'afició de El Sequiol. Malgrat arribar a Barcelona com un fitxatge gran, les relacions amb l'entrenador Josep Samitier no foren massa fluides. Tot i que guanyà la Lliga amb el Barça, Basilio va jugar únicament quatre partits de Lliga, en els quals no va marcar.
Un any després va tornar a Castelló i, encara que el seu nivell no va assolir el d'abans d'anar-se'n a Barcelona, va ser sempre un fix en les alineacions. Aquesta segona temporada albinegra durà dos anys, ja que al final de la Lliga 1946/47 l'equip va tornar a Segona divisió després de sis anys en l'elit. Malgrat tot, Basilio va protagonitzar la seva venjança personal contra Samitier. Quan restaven quatre jornades per acabar la Lliga el Barça visitava com a líder un Sequiol que ja era pràcticament de Segona. Basilio es va negar a acceptar un pacte entre les dues directives per tal que no jugara. El davanter valencià marcà el primer gol i els albinegres va guanyar per 4-1. Basilio no va poder veure la permanència del CE Castelló, però sí una davallada del Barça, que terminà quart, i l'eixida de Samitier de la banqueta de Les Corts.
El RCD Espanyol es va fer amb els serveis de l'ariet per una temporada, encara que a la primavera de 1948 jugà la Copa amb el CE Castelló. El rendiment va ser novament discret en la segona estada a Barcelona, pel que l'any següent marxà al CE Sabadell. El números van millorar lleugerament, però visqué el seu segon descens de categoria. La darrera temporada com a futbolista la va viure a la Balompédica Linense, de Segona divisió.
Basilio va deixar un empremta profunda en l'afició albinegra, però també a l'inrevés. Un cop retirat, va fixar la seva residència a Arenys de Mar. Al llarg del temps va rebre diversos homenatges per part del CE Castelló, fins i tot la Federació de Penyes va posar el seu nom al trofeu que anualment premia el màxim golejador albinegre. També va participar en els actes del centenari del FC Barcelona. Amb la seva mort es va guardar un minut de silenci al Nou Castàlia abans del partit CE Castelló - Hèrcules CF, corresponent a la 12a jornada de la Lliga BBVA 2007/08.

### Internacional
Basilio Nieto fou convocat en una ocasió amb la selecció espanyola de futbol, encara que no va arribar a eixir al camp. Va ser el 28 de desembre de 1941, en un partit amistós contra Suïssa, al mateix escenari on debutà com a jugador professional: Mestalla. Un antic company i també debutant, Mundo, li va tancar les portes de la internacionalitat en uns temps en què Espanya jugava molt pocs partits: només sis en els tres anys més esplèndids de la carrera de Basilio.
També fou entrenador a CF Gavà i al CE Mataró i CF Arenys de Mar.

## Palmarès

### Palmarès
- 1 Copa del Generalíssim: 1945 amb el FC Barcelona.

### Altres mèrits
- 1 ascens a Primera divisió: 1940/41 amb el CE Castelló.
- Màxim golejador del CE Castelló en partits oficials: 122 gols en 176 partits.